# Rheden (Holandia)
Rheden – gmina w prowincji Geldria w Holandii.

## Miejscowości
De Steeg (siedziba gminy), Dieren, Ellecom, Laag-Soeren, Rheden, Spankeren, Velp.